# Tabula Hungariae

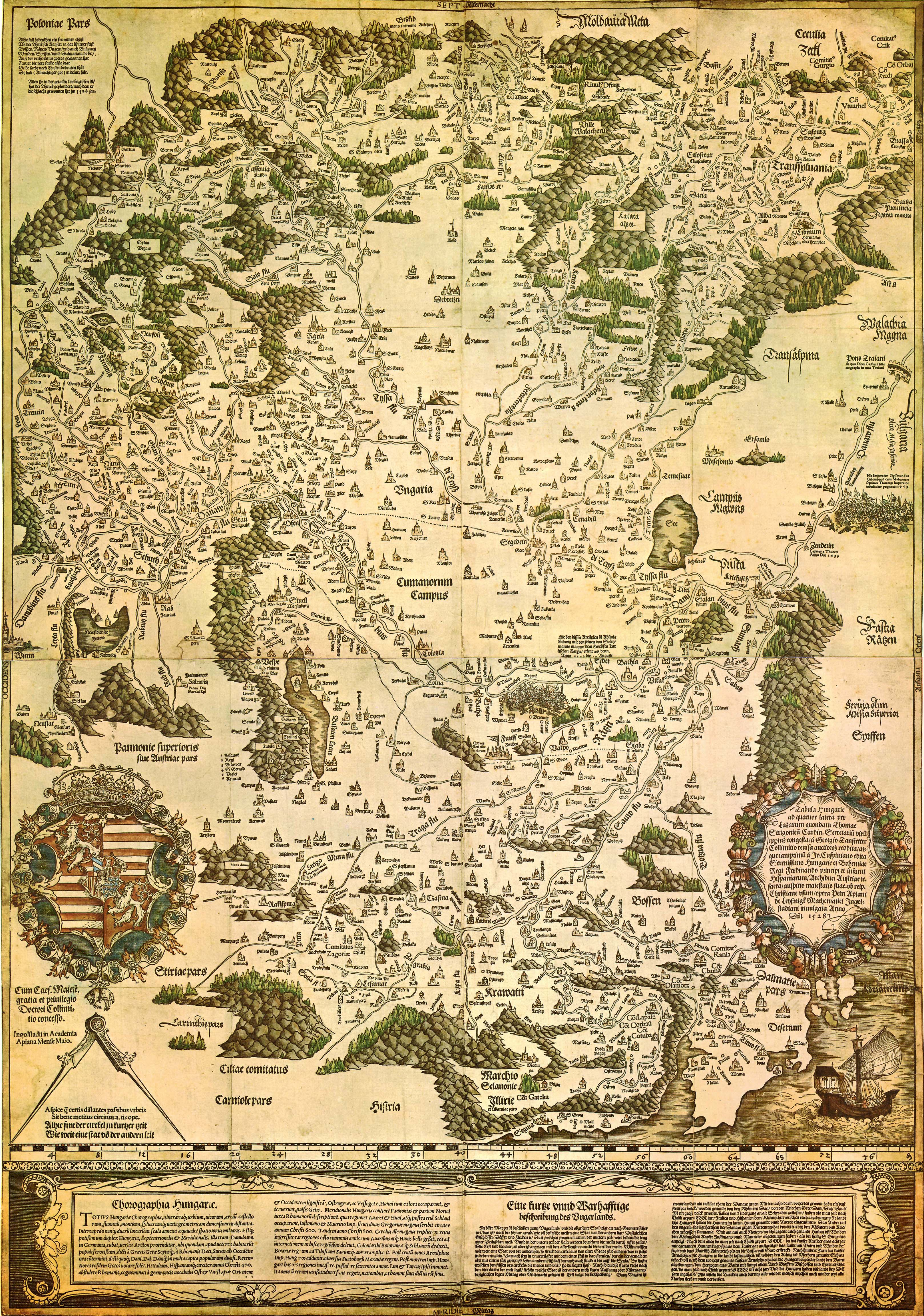
Tabula Hungariae, Ingolstadt, 1528

La Tabula Hungariae (en latín: la carta húngara) es el mapa impreso de Hungría más antiguo que se conserva, supuestamente fue realizada por el húngaro Lázár deák antes de 1528, por lo que también es denominada mapa de Lázár. Fue inscrito en el registro de la memoria del mundo de la UNESCO en 2007.

## Descripción

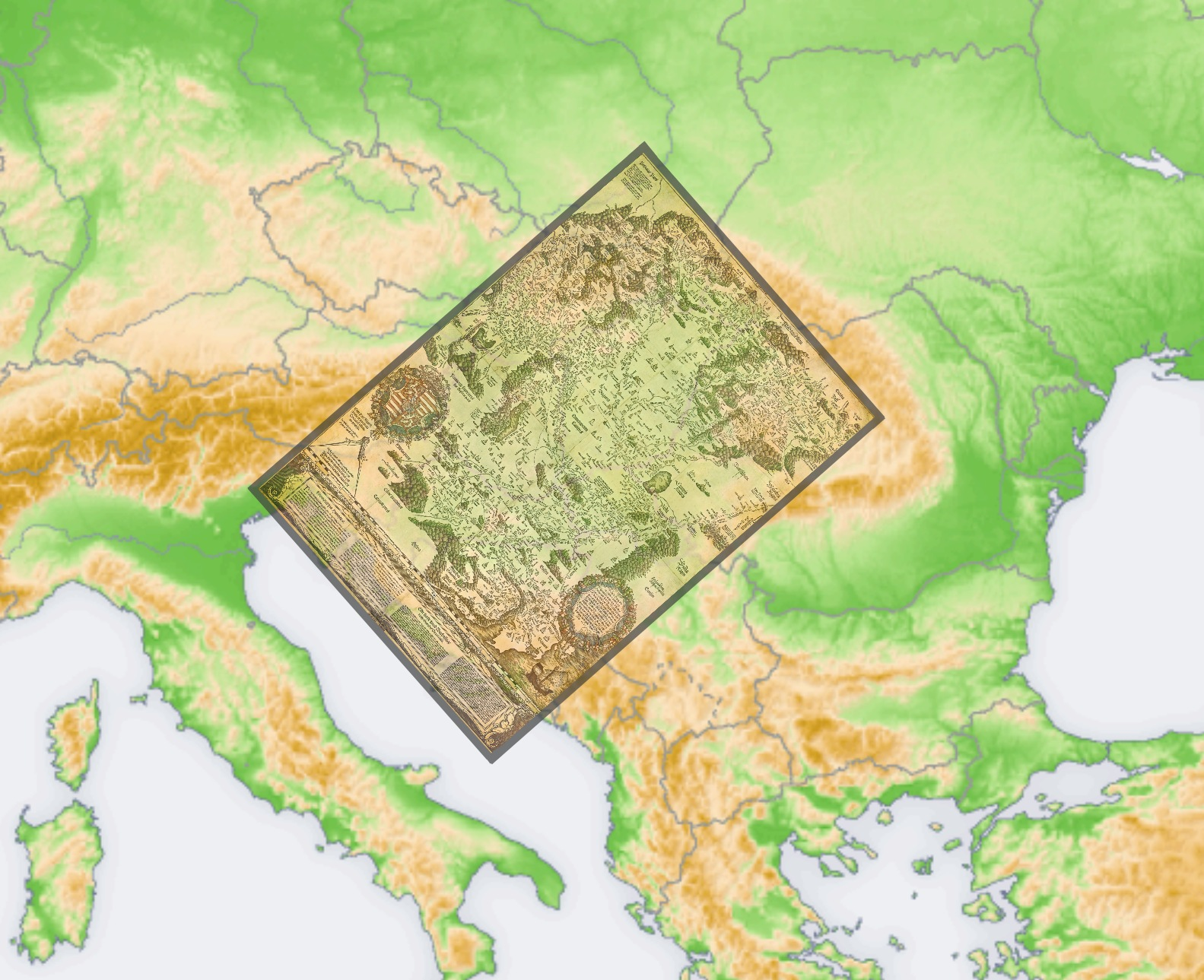
Área aproximada que cubre la Tabula Hungariae.

El mapa mide aproximadamente 65×85 cm y está orientado en dirección suroeste-noreste. Muestra las poblaciones y puntos geográficos destacados del reino de Hungría a principios del siglo XVI. Las regiones del sur ocupadas por el imperio otomano están marcadas con colores distintos. Como las únicas zonas fuera de las fronteras húngaras están en el sur se cree que se creó con el propósito de preparar la guerra contra los otomanos. Algunas de las poblaciones que se muestran en el mapa han desaparecido a través de los años debido a las guerras contra los otomanos y su opresión.
En la parte inferior del mapa se describe el país en alemán y latín.

### Nombres de las poblaciones
La información más valiosa que proporciona el mapa son los nombres y las descripciones de las poblaciones. Hay aproximadamente 1.400 topónimos en el mapa, de los cuales 1.270 son nombres de poblaciones (365 en el territorio de la Hungría post-Trianon). Los topónimos fueron transcritos de forma diferente a la actual. Por ejemplo la actual é se escribió ee, la actual ö se escribía como ew. También se aprecia que la c algunas veces se escribe como tz, que es una característica de la ortografía del alto alemán antiguo. Estos nombres pudieron ser escritos por los colaboradores que prepararon la obra para la impresión, sin embargo en otros casos Lázár usó la transcripción propia de los dialectos del húngaro.

## Impresión
El mapa fue impreso con la ayuda de Georg Tannstetter, y fue pagado por Johannes Cuspinianus, en la imprenta de Petrus Apianus en Ingolstadt.

## Aparición
Solo se imprimieron unos pocos mapas, y casi todos se perdieron a lo largo de la historia, así que los historiadores solo lo conocían por descripciones. Pero a comienzos de la década de 1880 apareció uno de los mapas inesperadamente. Fue comprado por el coleccionista Sándor Apponyi en 1882. En 1924 el mapa fue cedido a la biblioteca Nacional Széchényi, donde se encuentra actualmente.

## Versiones posteriores
Se hicieron varias copias del original hasta 1552 pero no se conserva ninguna de ellas. Sin embargo también se hicieron mapas a partir del mapa de Lázár tras 1552, con el título Tabula Hungariae, illetve Nova descriptio totius Hungariae. Se conocen seis versiones diferentes:
- Giovanni Andrea Vavassore (que trabajó entre 1510-1572), Venecia, 1553
- Pirro Ligorio (1496-1583), Roma, 1558 (perdido), 1599
- Antonio Lafreri (1512-1577), Roma, 1558, 1559, 156?
- János Zsámboky (1531-1584), Viena, 1566
- Claudio Duchetti (1554-1597), Roma, 1577
- Giovanni Orlandi (que trabajó entre 1600-1604), Roma, 1602